# Dipoena olivenca
Espèce
Dipoena olivenca est une espèce d'araignées aranéomorphes de la famille des Theridiidae.

## Distribution
Cette espèce est endémique de l'État d'Amazonas au Brésil,. 

## Description
La femelle holotype mesure 2,9 mm et le mâle décrit par Rodrigues en 2013 mesure 2,37 mm.

## Étymologie
Son nom d'espèce lui a été donné en référence au lieu de sa découverte, São Paulo de Olivença.

## Publication originale
- Levi, 1963 : American spiders of the genera Audifia, Euryopis and Dipoena (Araneae: Theridiidae). Bulletin of the Museum of Comparative Zoology, vol. 129, no 2, p. 121-185 (texte intégral).